# Peter Beneš
Peter Beneš född 7 april 1989, är en slovakisk bandyspelare och Slovakiens landslagkapten. 
Beneš är före detta ishockeyspelare och har spelat som professionell i Slovakien, Tjeckien och Frankrike i totalt nio år, men bytte sport när Slovakien fick ett eget bandyförbund 2017. VM-debuten med Beneš som lagkapten skedde i Harbin 2018. Slovakien slutade på sjunde och näst sista plats i B-VM efter att ha besegrat Somalia med 2-0 i den avgörande placeringsmatchen. Till säsongen 2019-20 värvades han till Västanfors Bandy och blev därmed den första spelaren från Centraleuropa i svensk bandy och första slovakiske spelaren i en utländsk klubb. Han spelar 2020-2021 i Borås Bandy.